# 투드할리야 4세

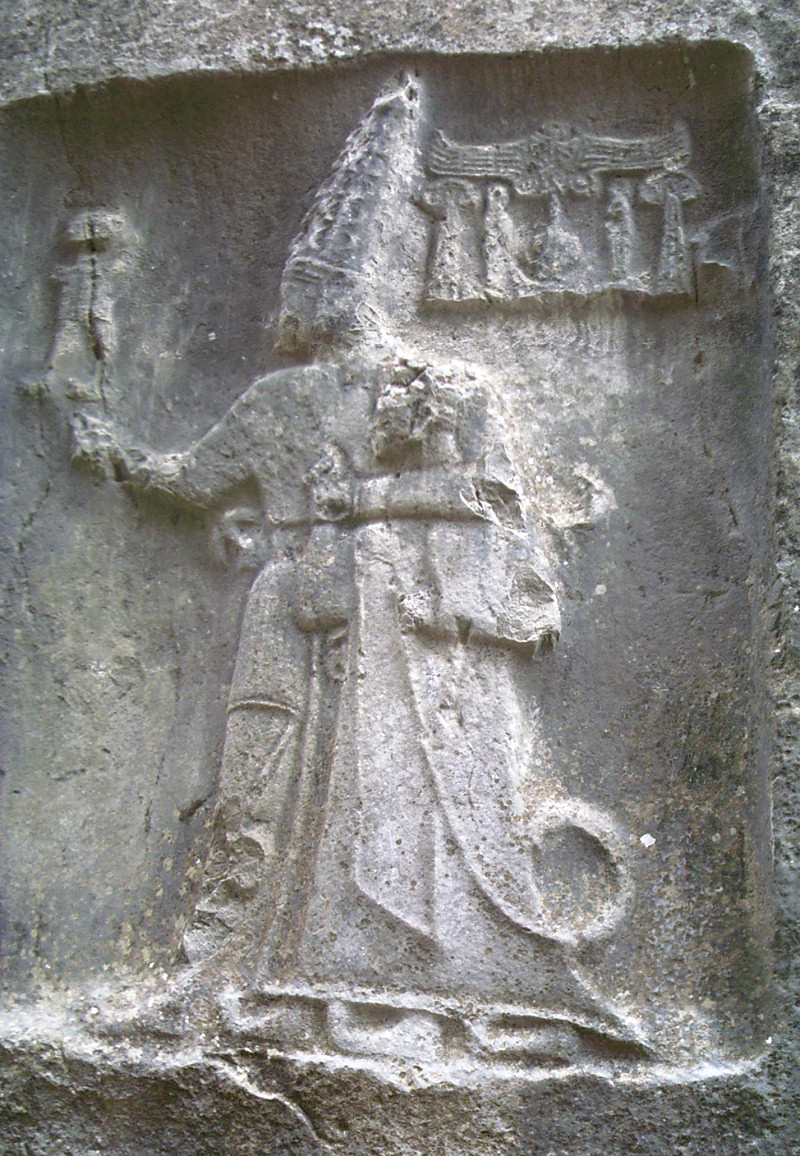
투드할리야 4세

투드할리야 4세는 히타이트(신왕국)의 왕이었다. 그리고 그는 하투실리 3세의 아들로 기원전 1237년에서 1209년에 제위하였다. 투드할리야는 그의 형이며 태자 카일(네릭의 카일) 다음으로 하투사의 아버지의 궁전에서 태어났지만 여전히 그들의 아버지는 무와탈리 2세를 대신해서 지배하고 있었다. 그는 쿠룬타의 좋은 친구였고 하투실리는 그들이 좋은 관계를 유지할 것을 명하였다. 왕으로서 하투실 리가 타르훈타사에 대한 쿠룬타의 지배를 확인하는 울미-테숩과의 합의문을 작성한 후 하투실리는 투드할리야를 그의 형 윗자리인 태자로 올렸다.
왕으로서 투드할리야는 그와 쿠룬타간의 관계를 확인하는 청동 판을 주조하였다. 그의 치세중 심각한 가뭄 후에 13개의 댐이 건설되었다. 그중의 하나는 알라자회육에 위치하고 있으며 오늘날에도 사용되고 있다. 그는 니흐리야 전투에서 아시리아의 투쿨티-닌우르타 1세에게 심각하게 패하였다.